# Francesco d'Ubertino

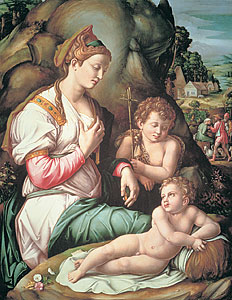
Mare de Déu amb el Nen i el petit Sant Joan (1540/1550).

Francesco d'Ubertino   (Florència, 1 de març de 1494 - Florència, 5 d'octubre de 1557) va ser un pintor italià de l'escola florentina.

## Biografia
Va néixer i es va batejar a Florència l'u de març de 1494 i va morir el 5 d’octubre de 1557.
Bachiacca pertanyia a una família d'almenys cinc i possiblement vuit artistes. El seu pare Ubertino di Bartolomeo (c. 1446 / 7-1505) era argenter, el seu germà gran Bartolomeo d'Ubertino Verdi (1484-c. 1526/9) pintor, i el seu germà petit Antonio d'Ubertino Verdi (1499-1572), que també es deia Bachiacca, també brodador i pintor. El seu fill Carlo di Francesco Verdi (-1569) era pintor i el fill d'Antonio, Bartolomeo d'Antonio Verdi (-1600), treballava com a brodador. Aquesta última generació va continuar produint pintures i brodats, probablement després de la mort de Bachiacca i fins que la família Verdi va morir cap al 1600.
Va aprendre al taller Perugino i cap al 1515 va començar la seva col·laboració amb Andrea del Sarto, Jacopo Pontormo i Francesco Granacci per a la decoració de cassone, spalliera i altres quadres de mobles. Per a la cambra nupcial de Pierfrancesco Borgherini i Margherita Acciauoli, va pintar les Històries de Josep borratxo (Galeria Borghese de Roma). El mateix any, també va participar en els arranjaments per a l'arribada de Lleó X.
Des de la dècada de 1520, es va interessar per les estampes paisatgístiques de Lucas van Leyden.
El 1523, va tornar a participar amb Andrea del Sarto, Franciabigio i Pontormo en la decoració de l'avantsala de Giovanni Benintendi (Museus estatals de Berlín i Gemäldegalerie Alte Meister, Dresden). Quan va consolidar la seva reputació com a pintor de predel·les i armaris petits, també va ampliar la seva producció treballant en grans retaules, com ara la Decapitació de Sant Joan Baptista, ara a Berlín.
Cap al 1525-1527 va fer un viatge a Roma, on es va apropar a la pintura de Miquel Àngel.

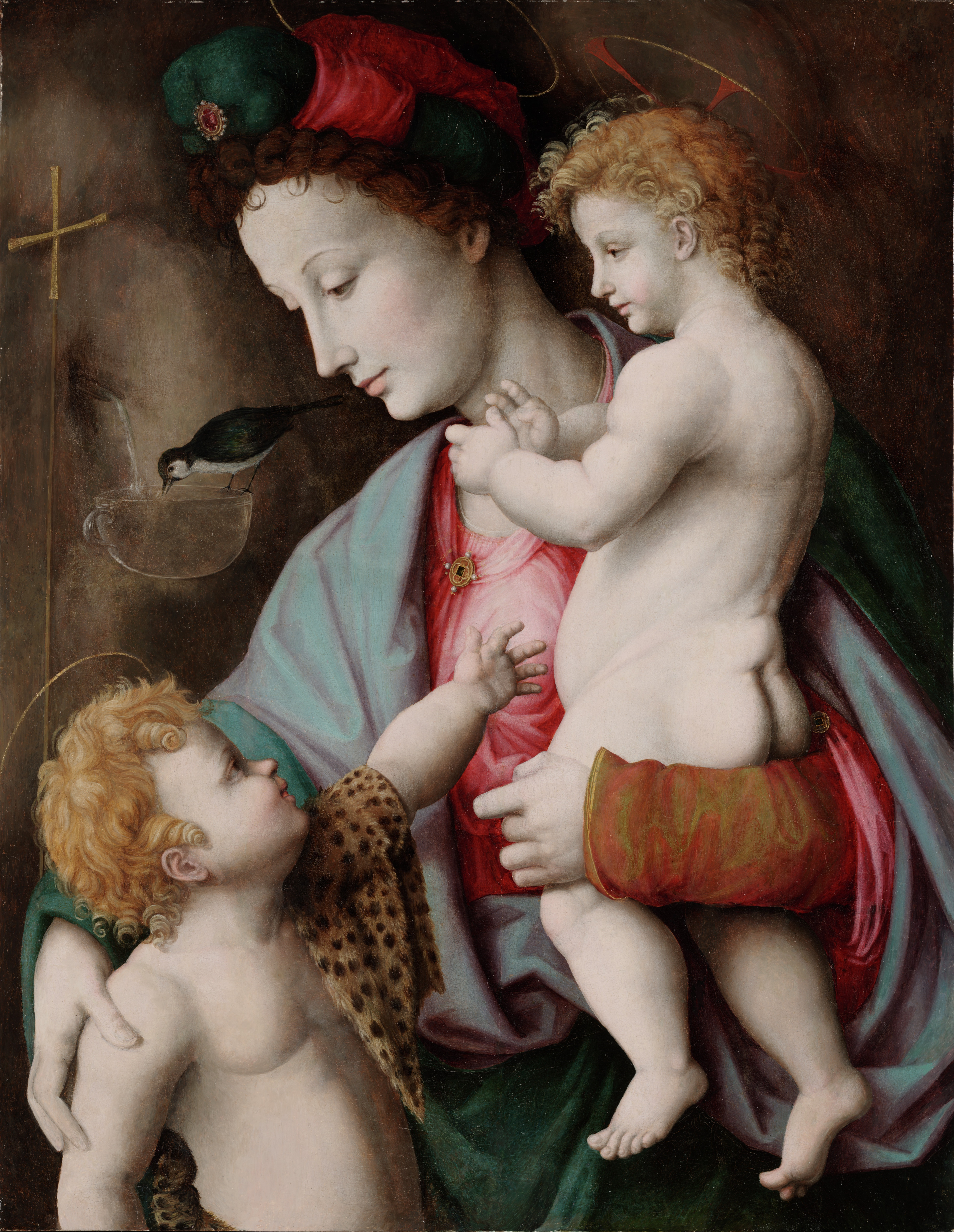
Verge amb el Nen amb Sant Joan
1525, Museu d'Art de Dallas

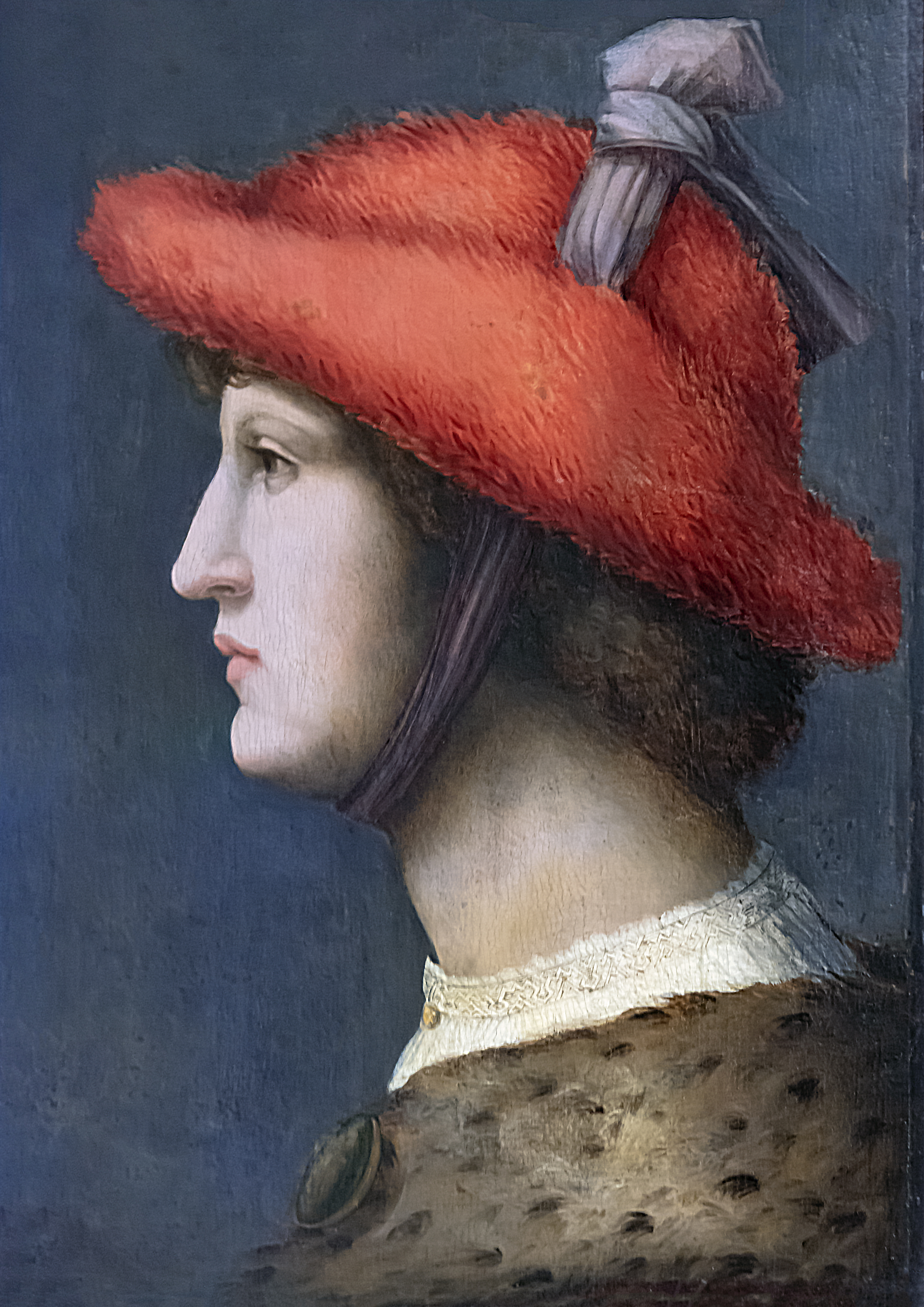
Cortesà amb barret de pell vermell
Fundació Bemberg

El 1540 es va convertir en pintor de la cort del duc Cosme I de Mèdici (reg. 1537-1574) i de la duquessa Elionor de Toledo. En aquesta funció, es va fer amb els artistes florentins més importants d’aquella època, com Pontormo, Bronzino, Francesco Salviati, Niccolò Tribolo, Benvenuto Cellini, Baccio Bandinelli i el seu cunyat Giovanni Battista del Tasso. La seva primera tasca important va ser pintar les parets i el sostre de l'estudiolo, amb plantes, animals i un paisatge. Aquesta decoració del Palazzo Vecchio continua sent un testimoni important de l'interès de Cosimo per la botànica i les ciències naturals. També va decorar amb frescos la cova al jardí del Palau Pitti i va fer dibuixos per al llit matrimonial de Francesc I de Mèdici i Joana d'Àustria.
També va produir dibuixos animats per a tapissos, els Espaliers Grotesques (1545–49) i els Mesos (1550–1553), que van ser teixits per la nova fàbrica Mèdici (Museu Uffizi, Florència). Va signar una sola obra, la decoració d’una terrassa per a la duquessa i els seus fills, en què abreujava el seu nom i el seu sobrenom com FRANC. BACHI. FACI. Totes aquestes obres contenen il·lustracions acuradament observades de la natura o mostren el mètode i l'estil de l’artista. Bachiacca combina personatges amb vestits exòtics i altres motius, inspirats en gravats d'artistes italians, alemanys i flamencs reproduïts en composicions completament noves. Aquestes obres reflecteixen bé les interpenetracions d’estils, entre la pintura del nord i del sud d’Europa durant el Renaixement, que van satisfer la clientela dels tribunals europeus.
Com a pintor de la cort, va pintar Sant Sebastià entre 1530 i 1540, representant la mort del sant com la d’un noble cristià condemnat per l'emperador romà Dioclecià. Originalment aquest plafó hauria format part d'un retaule.

## Algunes obres
- La resurrecció de Crist, c. 1510/1515, pintura sobre fusta, 45,2 x 40,3 cm, Dijon, Museu de Belles Arts de Dijon[8]
- La flagel·lació de Crist (1512-1515)
- La deposició de la creu, c. 1520, oli, Col·lecció Alana[9]
- La deposició de la creu, c. 1520, oli sobre fusta, 93 × 71, Museu Uffizi, Florència. Inspirat en un model de cera executat per Jacopo Sansovino[10]
- Verge amb el Nen amb Sant Joan, c. 1525, oli sobre fusta, 64 × 50 cm, Dallas Museum of Art
- Predella: El bateig de Sant Joan d’Acre i els seus acompanyants; Sant Acaci lluitant contra els rebels amb l'ajut dels àngels; El martiri de Sant Acaci i els seus companys, oli sobre fusta, 37 × 256, Galleria degli Uffizi, Florència. Hauria de completar el Retaule Màrtirs executat per Sogliani per a l'església de San Salvador Orde Camaldulès, però va ser traslladada a la Basílica de San Lorenzo a petició de Cosme I de Mèdici.
- Maria Magdalena, c. 1530, oli sobre fusta, 51 × 42, Galeria Palatina, Palau Pitti, Florència
- Crist davant Caifàs, 1535-1540, oli sobre fusta, 50 × 41, Museu Uffizi, Florència. Inspirat en un gravat de Dürer
- Retrat del cardenal Léopold de Mèdici, oli sobre fusta (1540-1545)
- La collita del mannà (1540-1555)
- Cortesà amb barret de pell vermella, oli sobre fusta, 45 × 30,9, Fondation Bemberg Tolosa de Llenguadoc
- Història de Sant Acaci
- Retrat de Vittoria Colonna, oli sobre fusta, Fuji Museum of Art, Tòquio